# Větrný mlýn (Jindřichovice pod Smrkem)
Větrný mlýn u Jindřichovic pod Smrkem byl vybudován v roce 2002 a je proto nejmladším větrným mlýnem v České republice. Mlýn je kombinací holandského typu a malého mlýnku s větrnou turbínou. Dosahuje výšky 4,2 m (po započtení turbíny dokonce 7,1 m) a jeho průměr činí 3,9 m. Jeho cihlové zdivo zbudované na kamenné podezdívce je omítnuté hliněnou omítkou s příměsí koňského a kravského trusu a vrstvou smíchaného písku, jílu a moučné kaše. Na vnější strany byla navíc nanesena směs vápna s příměsí tvarohu a lněného oleje. Vlastní mlecí zařízení pochází z malého mlýna u Tošanovic (poblíž Frýdku–Místku).
Ve mlýně je instalována expozice věnující se větrným mlýnům v České republice.